# Diplospora malaccensis
Diplospora malaccensis är en måreväxtart som beskrevs av Joseph Dalton Hooker. Diplospora malaccensis ingår i släktet Diplospora och familjen måreväxter. Inga underarter finns listade i Catalogue of Life.